# Nicolas Lombaerts
Nicolas Robert Christian Lombaerts (født 20. marts 1985 i Brügge, Belgien) er en tidligere belgisk fodboldspiller, der var midterforsvarer hos Jupiler Pro League-klubben Oostende. 
Lombaerts startede sin seniorkarriere i 2004 hos KAA Gent i sit hjemland. Her spillede han frem til han i 2007 skiftede til FC Zenit i Rusland. Med den russiske klub har han været med til at vinde hele tre russiske mesterskaber, og var også en del af holdet, da det vandt både UEFA Cuppen og UEFA Super Cuppen i 2008.

## Landshold
Lombaerts står (pr. marts 2018) noteret for 39 kampe og tre scoringer for det belgiske landshold. Han debuterede for belgierne den 11. maj 2006 i en venskabskamp mod Saudi-Arabien. Inden da havde han også spillet for adskillige af de belgiske ungdomslandshold.
Lombaerts var en del af den belgiske trup til VM i 2014 i Brasilien.

## Titler
Ruslands Premier League
- 2007, 2010 og 2012 med FC Zenit

Ruslands pokalturnering
- 2010 med FC Zenit

Ruslands Super Cup
- 2008 og 2011 med FC Zenit

UEFA Cup
- 2008 med FC Zenit

UEFA Super Cup
- 2008 med FC Zenit